# Місця несвободи в Україні
Місце несвободи — це місце (державне чи приватне), де особа утримується (поміщається та перебуває), або може утримуватись за наказом будь-якого судового, адміністративного чи іншого органу або за його вказівкою, з його відома чи мовчазної згоди (офіційні та неофіційні місця утримання) під вартою, в ув'язненні або під опікою, яке ця особа не має права залишити з власної волі або не має можливості реалізувати цю волю (за фізичним або матеріальним станом)  [Архівовано 31 січня 2013 у Wayback Machine.].

## Історія питання
Поняття «місця несвободи» відсилає до Факультативного протоколу Конвенції ООН проти катувань та інших жорстоких, нелюдських або таких, що принижують гідність, видів поводження і покарання (OPCAT)  [Архівовано 23 жовтня 2012 у Wayback Machine.], який було ратифіковано Україною 21 липня 2006 року. У ст. 4 Протоколу на позначення цих місць використовується формулювання «custodial setting». У перекладі з англійської термін custody має два значення, релевантні описуваній проблемі:
- опіка, опікунство, турбота, опікування, нагляд, захист, охорона;
- тюремне ув'язнення, поміщення до тюрми, позбавлення волі.

Отже, поняття «місця несвободи» значно ширше, ніж поняття «місця позбавлення волі», яке має під собою позбавлення волі лише як вид покарання.

## Перелік місць несвободи
В Україні до місць несвободи належать:
- місця, в яких особи примусово тримаються за судовим рішенням або рішенням адміністративного органу відповідно до закону, в тому числі ізолятори тимчасового тримання, кімнати для затриманих та доставлених чергових частин органів внутрішніх справ, пункти тимчасового перебування іноземців та осіб без громадянства, які незаконно перебувають в Україні, кімнати для перебування тимчасово затриманих військовослужбовців, слідчі ізолятори, арештні доми, кримінально-виконавчі установи, приймальники-розподільники для дітей, загальноосвітні школи та професійні училища соціальної реабілітації, центри медико-соціальної реабілітації дітей, спеціальні виховні установи, військові частини, гауптвахти, дисциплінарні батальйони, спеціальні приймальники для тримання осіб, підданих адміністративному арешту, міські, районні управління та відділи, лінійні управління, відділи, відділення, пункти органів внутрішніх справ, спеціалізовані автомобілі (у тому числі спеціалізовані автомобілі з конвоєм), приміщення (кімнати) для тримання підсудних (засуджених) у судах, заклади примусового лікування;
- психіатричні заклади;
- пункти тимчасового розміщення біженців;
- приміщення для транзитних пасажирів у пунктах пропуску через державний кордон;
- будинки дитини, дитячі будинки-інтернати, притулки для дітей, дитячі будинки, загальноосвітні школи-інтернати для дітей-сиріт і дітей, позбавлених батьківського піклування, центри соціальної реабілітації дітей-інвалідів, центри соціально-психологічної реабілітації дітей;
- психоневрологічні інтернати;
- геріатричні пансіонати, будинки-інтернати для громадян похилого віку та інвалідів;
- пансіонати для ветеранів війни і праці;
- соціально-реабілітаційні центри.

Наведений перелік не є вичерпним  [Архівовано 16 січня 2014 у Wayback Machine.].
За даними Харківського інституту соціальних досліджень в Україні станом на 2012 рік нараховується близько 5,5 тис. місць несвободи  [Архівовано 31 січня 2013 у Wayback Machine.]. Кожне місце несвободи має законодавчо прописані умови поміщення і вибування клієнтів, а також строки перебування у ньому, які можуть варіюватися від декількох годин (ізолятор тимчасового тримання) до багатьох років (виправні колонії, дитячі будинки-інтернати, психоневрологічні інтернати тощо).

## Місця несвободи та моніторинг
Сам факт обмеження свободи людини (добровільного чи примусового) створює загрозу жорстокого поводження з нею у цих місцях. У зв'язку з цим місця несвободи є об'єктами моніторингу дотримання прав людини та національного превентивного механізму (НПМ).
Місця несвободи потребують незалежного моніторингу, оскільки:
- Люди, які там утримуються, знаходяться у беззахисному стані;
- Держава несе відповідальність за тих, хто там утримується;
- В місцях несвободи високий ризик зловживань та недбальства;
- Місця несвободи не завжди ефективно керуються;
- І клієнти, і працівники місць несвободи часто потребують допомоги;
- Багато порушень носять системний характер.

Національний превентивний механізм — це незалежний орган (або декілька органів), який створений і діє відповідно до Факультативного протоколу до Конвенції ООН проти катувань, спрямований на регулярний моніторинг усіх місць несвободи з метою попередження у них жорстокого поводження з людьми, які там утримуються. Згідно з прийнятим в Україні законодавством  [Архівовано 16 січня 2014 у Wayback Machine.], функції НПМ виконує Уповноважений Верховної Ради України з прав людини.